# 360°モンキーズ
360°モンキーズ（さぶろくモンキーズ）は、かつて存在した日本のお笑いコンビ。
太田プロダクションに所属していた。帝京高校・帝京大学出身。1997年結成。2018年1月解散。

## メンバー
山内 崇（やまうち たかし、1975年10月11日 - ）（49歳）
ボケ担当。
太田プロのホームページでは東京都出身と記されているが、公式ブログのプロフィールでは、青森県生まれで、0歳から北海道や広島県などに引っ越し、高校から東京育ちと記している。血液型A型。帝京高校ではサッカー部所属。野球部の甲子園出場の際に、応援団のひとりとして甲子園に行ったことがあるという。2018年1月引退。

杉浦 双亮（すぎうら そうすけ、1976年2月8日 - ）（49歳）
ツッコミ担当。詳細については「サブロクそうすけ」も参照。
東京都八丈島八丈町出身。血液型B型。帝京高校では野球部所属。ジモン軍団のメンバー。2015年11月に投手として独立リーグ・四国アイランドリーグplusのトライアウトを受験し、その結果、愛媛マンダリンパイレーツのトライアウトに合格したことが発表され、2016年に投手として正式に入団を発表。同年のシーズンで引退、退団した。

## 概要
- コンビ名はスノーボード用語の「360（サブロク）」と、映画の『12モンキーズ』を組み合わせて名付けた[7]。
- 帝京高校の同級生で野球部とサッカー部出身という組み合わせは、偶然にもとんねるずと全く同じ。
- 東尾理子とは高校の同級生で仲が良かった。
- 山内の父親は元海上自衛官。
- 杉浦の実家は寺院で、僧侶である父親から「ブレイクしなかったら芸能界を引退して寺を継げ」と言われている。一方で父親が初代らしく、「人が生きていくには笑いが必要」との理念を見出しており、「芸人としての活動を励ましてくれたこともあった」と雑誌のインタビューで語ったこともある。
- 杉浦は現役プロ野球選手と交友関係があり、実際に選手のブログにも紹介されている。
- 杉浦はゴルフも趣味としており、ベストスコアは79。
- 2018年1月12日、コンビで出演した「60TRY部」（ラジオ日本）にて山内の芸能界引退のため、1月末にコンビを解散する事を発表した[8]。

## ネタ
- 以前は普通のコントや漫才も見せていたが、主にショートコントを披露していた。「ワンツー、ズンズンザッ!」（ネタの終わりには「ワンツー、ワンツー、ワンツー、ズンズンザッ！」と言う）というフレーズを、ショートコント間のブリッジとして使用する。ショートコントにはものまねやマニアックなゲーム・マンガの場面など、伝わらない部分もある。
- 「先日の合コンでウケたギャグ」と称してコンパの状況を模して一発ギャグも披露していた。この時のみ、ギャグの後に「コンパではウケるんだよ〜」と言いながら客席を指差してステージ上を歩くブリッジを行う。

### モノマネ
「博士と助手〜細かすぎて伝わらないモノマネ選手権〜」での2人
杉浦は『とんねるずのみなさんのおかげでした』「博士と助手〜細かすぎて伝わらないモノマネ選手権〜」のコーナーの常連で、2017年12月にコーナーが終了した現在、唯一の皆勤（全17回連続）出場者である。第11回においては特注の落下セットを用意されるなど、もはやこのシリーズには欠かせない存在となっていた。
主なネタとして日本のプロ野球にてプレーした、お世辞にも決して大活躍したとは言えない打席時の外国人選手（ブーマー・ウェルズ、チャーリー・マニエル、トーマス・オマリーなど一部を除く）のモノマネを行う。モノマネを披露する際はどの選手であってもほぼ必ずランディ・バースのヒッティングマーチを歌いながらやるのがお約束となっており、歌い方も「ヴィェー、ヴィェーヴィェーヴィェー、ヴァーダヴァンダヴァダダヴァーヴァーヴァー、ヴァンダヴァーダヴァンダヴァダダヴァーヴァーヴァー」（本来の歌詞は、「バース、かっ飛ばせバース、ライトへレフトへホームラン」である）という極めて独特なもの。その他、場内アナウンス（ウグイス嬢）のモノマネをしたりネクストバッターズサークルの場面ではBGMが遠くで流れているように表現したり、スローモーションの場面ではBGMもゆっくり歌ったりするなど芸の細かさを見せ付けている。
過去にはメジャーリーガーや台湾プロ野球の選手を扱ったこともあり、その際は口ずさむBGMもはそれらしいフレーズ（場内BGMなど）に変えている。また、第4回時に一度だけ審査員の石橋貴明のリクエストにより、日本人選手である元ダイエーの山之内健一のモノマネを扱った。しかしこの時も歌っていた応援曲はバースのものだった。これはおそらく、山之内が高校時代「九州のバース」の異名をとっていたからではないかとも推測できる。また、初めてヒッティングマーチを歌いながら披露したモノマネはセシル・フィルダーであったが、実際に球場で使われていたフィルダーのヒッティングマーチも、バースの流用であった。なお、第16回において高校野球のネタを扱った時は応援歌も「夏祭り」になっていた。
何故か元日本ハムのマイク・イースラーのモノマネをしようとすると披露し終える前に必ず落とされる。それが恒例になってきて、杉浦もイースラーをオチと考えているためか本人の面影が残らない程のオーバーアクションになってしまっている他、後には野球のプレーとは全く無関係のネタ（バス移動、サッカー観戦、空港のセキュリティチェックなど）を披露したこともある。
第8回からは2人で出場することが可能になり、小田幸平役の山内も出場。立ち位置を交換しながら落ちていく「クロス落ち」を披露し、初優勝を成し遂げた。第10回では「ダブルサイレント落ち」「2人時間差落下」などの新技を披露し、貫禄をも見せ付けた。なお山内は、パ・リーグネタ向けとして“メガネをかけた捕手”という共通点のある吉永幸一郎役を務めることがある。
ネタの細かなシチュエーションに間違いも数点存在する。前述のようにイースラーのオーバーなバッティングフォームや、どの選手でもバースのヒッティングマーチを口ずさむ他に実際には存在していなかった事実を扱ったモノマネもいくつかある。
- 元広島のアルフォンソ・ソリアーノは右打ちだが、第8回で「ソリアーノ」と言って杉浦が演じたのは左打者だった。
- 松山坊っちゃんスタジアムでの元阪神のマイク・グリーンウェルのモノマネを行ったが、グリーンウェルの日本在籍時に松山坊っちゃんスタジアムは存在していない。
- 倉敷マスカットスタジアムでの元中日のベニー・ディステファーノのモノマネを行ったが、ディステファーノの日本在籍時に倉敷マスカットスタジアムは存在していない。
- 杉浦が元ヤクルトのドゥエイン・ホージー、山内が小田のモノマネを2人で行ったが、この2選手は少なくとも公式戦で同一試合に出場したことがなく、ネタ中の小田のアクションも実際にあったものか不明。
- 杉浦が元阪神のトーマス・オマリー、山内が小田のモノマネを2人で行ったが、この2選手は同時期にプロ野球に在籍しておらず、ネタ中の小田のアクションも実際にあったものか不明。
- 打撃投手を務めるマイク・イースラーのモノマネを左投げのフォームでやったが、イースラーは右投げである。
- 「一度だけバッターボックスに立った元巨人のサンチェ」というネタをやったが、サンチェは5打席立っている。

### レパートリー

#### 野球
- プロ野球の助っ人外国人（日本人選手、メジャーリーガーもある）
  - 杉浦1人のネタ
    - 帝京高校野球部監督前田三夫のノック（デビュー作で、同じく同野球部OBの石橋貴明との共通の恩師である）
    - とんでもないワンバウンドのボールに手を出してを空振りする元阪神のセシル・フィルダー
    - 元ヤクルト・阪神のラリー・パリッシュ（阪神時代Ver.）
    - 元阪神投手のマット・キーオのバッティング
    - 流し打ちで右中間方向に二塁打を打って慌てる元中日のレオ・ゴメス
    - ホームベースから離れて立っているため、踏み込んで打ちにいったときにインコース高めが来て驚く元巨人のロイド・モスビー
    - 一度だけバッターボックスに立った元巨人のサンチェ
    - 全く打つ気がないと見せかけて、実は打つ気満々の横浜時代のドミンゴ・グスマン
    - 外角のボールに思わず手が出てしまった元日本ハムのマット・ウインタース
    - 内角のボールに苦し紛れにファウルする元ダイエーの山之内健一
    - ピチピチのユニフォームを着させられてバッティングも窮屈になってしまったデーゲームの時の元阪急のブーマー・ウェルズ
    - ボールを真芯で捕らえたデーゲームの時の元近鉄のベン・オグリビー
    - 変化球に全くタイミングの合わなかったデーゲームの時の元日本ハムのマイク・イースラー
    - いつもは流し打ちばかりなのに、強気に引っ張りの姿勢を見せる元阪神の和田豊（和田のヒッティングマーチを歌っていた）
    - フォアボールだと思ったがストライクを取られてしまった元巨人のジェシー・バーフィールド
    - まだ構える前なのに投げられた元ダイエーのウィリー・アップショー
    - バント慣れしていない元中日のメルビン・バンチ
    - ここ一番の場面に代打で出てきたレッドソックスのデービッド・オルティス
    - 間合いを嫌いタイムを掛けたが、タイムのタイミングが遅く投手にボールを投げられてしまった元広島のリチャード・ランス
    - 前のバッターがアウトだと思ったが、ノースイングの判定でまだ自分の出番じゃなかったネクストバッターの元中日のディンゴ
    - ホームランだと思ってバンザイをしたが、ボールがだんだん切れてファウルになってしまった元ヤクルトのテリー・ハーパー
    - 不振が続いても使われ続けたが、いい加減見切りをつけられた時の元西武のジョージ・ブコビッチ
    - 見逃し三振したコースを入念にチェックする広島時代のアルフォンソ・ソリアーノ
    - 内角攻めに苦しめられる台湾プロ野球（本人は間違えて台北リーグと言った）の張泰山[10]
    - せっかく助っ人として来ているので出されたサイン（バント）が不満だった時の元南海の左打席のトニー・バナザード
    - 強風が吹き荒れる松山坊っちゃんスタジアムで打席に入る前の元阪神のマイク・グリーンウェル
    - フルカウントからスローで見ると完全にスイングしているがフォアボールを選んだと自信満々に振舞う元近鉄のリチャード・デービス（スイング同様、ヒッティングマーチもスローで歌う）
    - 倉敷マスカットスタジアムでのナイターゲームで、虫に対しても感情をあらわにする元中日のベニー・ディステファーノ
    - 暴れん坊で大振りのイメージだがヒットエンドランのサインには逆らえなかった元ロッテのビル・マドロック
    - 東京ドームでの試合でチャンスに打席が回ってきた時のイースラー（初めて最初からイースラーを行う/ネタの最初にウグイス嬢で「バッターはイースラー」/唯一、披露し終えたイースラーネタ）
    - 横浜スタジアムでその日全く同じ攻められ方で3三振を喫しているにもかかわらず、またもや同じ攻められ方で三振を喫してしまう元大洋ホエールズの右打席のR・J・レイノルズ（横浜スタジアムのウグイス嬢のアナウンス付き）
    - インコースのボールを打ちにいったが詰まってしまいそうだったので利き手をかばう元横浜のパット・マホームズ
    - 背が高いために外角低めの変化球が苦手だった元ヤクルトのダグ・デシンセイ（神宮球場編）
    - 選手にバッティングを教える、2008年からドジャースの打撃コーチになったイースラー
    - 広島市民球場の上段に届く素晴らしいホームランを打ったときの元広島のリチャード・ランス
    - ウエスタンリーグで三冠王を獲得しかなり期待されて上にあがったが、一軍のピッチャーが投げる変化球に全くついていけなかった元オリックスのジェームス・ボニチ（グリーンスタジアム神戸編）
    - キャッチャーフライのノックをかってでるドジャース打撃コーチのイースラー
    - あまりの強風で戦意喪失になった元阪神のルパート・ジョーンズ
    - 八木沢荘六からアゴにデッドボールを受けた恐怖心はないと言いながら、内角高めで攻められたときかすかに恐怖心が残っている近鉄時代のチャーリー・マニエル
    - 初球のファウルで何かを悟った元巨人のマリアーノ・ダンカン
    - バッティングピッチャーをする現（当時）ドジャース打撃コーチのイースラー
    - ヘルメットのサイズが小さすぎる元阪神のトーマス・オマリー
    - 自分のタイミングで打ちたいのに、相手のタイミングで投げられてしまった帝京高校3年生有賀ナビル選手
    - バス移動で目的地に着いた時のイースラー
    - 前のバッターが敬遠され、いつもより気合が入ったイースラー
    - 2010年夏の甲子園で、いつも声を出して気合を入れるのは良いが、そんな所にまで気合が必要なのかと思わせる旭川実業の三浦将吾選手
    - ハーフスイングのごまかし方が下手な元大洋ホエールズのフェリックス・ミヤーン
    - 競技場でサッカー観戦するイースラー
    - 雨の日の試合で打席に立つイースラー
    - 交流戦でヤクルト石川から死球を受け自分を見失いそうになったがなんとか踏みとどまった元ソフトバンクのトニー・バティスタ
    - 当時の千葉マリンスタジアムで独特のリズムで打席に立つ元ロッテのフランク・ボーリック
    - 名護キャンプで通り雨に遭遇した時のイースラー
    - 広島空港のセキュリティに引っかかったイースラー

  - コンビのネタ
    - ヤクルトvs巨人 次の回のピッチングのことで頭がいっぱいだが、追い込まれてしまったのでとりあえず空振りをしてチェンジになってしまう時の元ヤクルトケビン・ホッジスと小田幸平
    - 阪神vs巨人 フルスイングで空振りする元阪神のイバン・クルーズと小田
    - 後方に立っていた元ヤクルトの右打席のドゥエイン・ホージーと三盗を阻止する小田（ホージーの後頭部に送球をぶつけてしまう）
    - スライディング慣れしてない元阪神のトーマス・オマリーと小田
    - 中日vs巨人 デッドボールを受け一触即発なムードになる元中日のオマール・リナレスと小田
    - 延長12回の裏、1アウトランナー三塁のサヨナラの場面だが、総力戦になり代打を使い切っていたので、仕方なく打席に立った元中日投手のサムソン・リーと小田
    - 日ハムvsダイエー 頭にデッドボールを受け怒り爆発する元日本ハムのバーナード・ブリトーと吉永幸一郎
    - 2ストライクと追い込まれ、外角の変化球が対処しきれなかった元阪神のトニー・タラスコと小田
    - 中日vs西武 交流戦でバント慣れしていない西武投手のクリストファー・ギッセルと小田
    - ロッテvsダイエー 千葉マリンスタジアムでキャッチャーフライを打ち上げる元ロッテのフリオ・フランコと吉永
    - 甲子園球場で完投勝利をおさめた元阪神のマット・キーオと熱烈な阪神ファン
    - 広島vs巨人タイミングは合っているが捉えきれていないところを横からのスーパースローで見た時の元広島のアレファンドロ・ケサダと小田
    - カリブ海の荒波を越えてキューバから亡命するオーランド・ヘルナンデスとそのエージェント

  - コラボネタ
    - 日ハムvsダイエー 打撃が下手ならハーフスイングのごまかし方も下手だった元日本ハムのティム・マッキントッシュと吉永（王貞治（どんぴしゃ 森本のりひさ）、箕原マネージャー（博多華丸）も登場）
    - ロサンゼルス・ドジャース時代のマニー・ラミレスと対戦するサンフランシスコ・ジャイアンツのティム・リンスカム（リンスカム役；増谷キートン）とキャッチャーのバスター・ポージー
    - 延長戦に入り、サヨナラのチャンスで微妙な判定に納得がいかずオーロラビジョンで確認する元広島のケサダ（高橋小形・小形正和）と小田（まるお）（360°モンキーズはオーロラビジョンの映像担当）
    - サンフランシスコ・ジャイアンツの本拠地AT&Tパークで757号のスプラッシュヒットを放つバリー・ボンズと熱烈なファン(ファン役：くじら)

#### その他
- プロ野球ファミリースタジアムでフォークを投げる時の音
- スーパーマリオブラザーズの大きいときと小さいときのジャンプ音
- サッカープレミアリーグでゲイの審判がカードを出すところ
- サッカーセリエAで倒れた選手に駆け寄るドクター[11]
- 女性に告白する柳葉敏郎
- まんが日本昔ばなしで長者の家へ米俵を担いでいく時の音楽
- ジョジョの奇妙な冒険での様々なシーン
- 巨人の星で星飛雄馬がオーロラ3人娘に誘われてゴーゴーダンスを踊るところ
- キャプテン翼で日向小次郎のタイガーショットがゴールに突き刺さったシーン
- 野球マンガによくある風景
- 1994年Jリーグで、フェイントをかけるFWラモン・メディナベージョと、それに引っかからないDFフェルナンド・ダニエル・モネール
- 公衆便所
- 帝京高校時代の二人の同級生・教員のしぐさ
- 野球拳をしているときの松村邦洋の動き

## 出演

### バラエティ等
- 爆笑オンエアバトル（NHK総合）戦績5勝10敗 最高457KB
  - 第7回チャンピオン大会 セミファイナル10位敗退
  - 7回目の挑戦で初オンエア。回数としてはHi-Hiの11回、トップリードの9回、オードリー、コアの8回に次いであきげん、エルシャラカーニと共に4位タイ。
- お昼ですよ!ふれあいホール（NHK総合）
- 学校へ行こう!（TBS） - クラブパイレーツのコーナー
- とんねるずのみなさんのおかげでした（フジテレビ）
- フューチャーガールズ（東海テレビ）
- 伊集院光 日曜日の秘密基地（TBSラジオ）
- 東京金歯（BSフジ）
- 大笑点（日本テレビ）
- Gの嵐!（日本テレビ）
- YOUたち!（日本テレビ）
- ものまねバトル☆CLUB（日本テレビ）
- 中井正広のブラックバラエティ（日本テレビ）
- 行列のできる芸能人通販王決定戦（日本テレビ）
- 嵐にしやがれ（日本テレビ）
- 笑いの金メダル（朝日放送）
- イエヤス（CBC）
- 白黒アンジャッシュ（千葉テレビ）
- TBSラジオ エキサイトベースボール（TBSラジオ）杉浦のみ同番組CMに出演
- 新春かくし芸大会（フジテレビ）1998年頃出演。
- A女E女（フジテレビ）レギュラー出演。テレビデビュー。

最終回では同じレギュラーだったビビる、アクシャン、ジェット☆キッズとコント対決を行い優勝
- ブレイクもの!（フジテレビ）
- 歌うボキャブラ天国（フジテレビ）
- 水10!ワンナイR&Rスペシャル（フジテレビ）
- 北野タレント名鑑（フジテレビ）
- メントレG（フジテレビ）
- 初詣!爆笑ヒットパレード（フジテレビ）
- ウチくる!?（フジテレビ）
- うもれびと（フジテレビ）
- 『ぷっ』すま（テレビ朝日）
- 内村プロデュース（テレビ朝日）
- 朝までたけし軍団（テレビ朝日）
- 決定!これが日本のベスト100（テレビ朝日）
- 草野☆キッド（テレビ朝日）
- タモリ倶楽部（テレビ朝日）
- NANDA!?（テレビ朝日）
- お笑いカウントダウンテレビ（TBSテレビ）
- アッコにおまかせ!（TBSテレビ）
- 人間!これでいいのだ（TBSテレビ）
- 崖っぷち〜アラビアンサイトFEVER〜（TBSテレビ）
- 笑撃!ワンフレーズ（TBSテレビ）
- 奇跡ゲッター ブットバース!!（TBSテレビ）
- さしこのくせに（TBSテレビ）
- ハッピーエンド（TBSテレビ）
- アメトーーク!（テレビ朝日、2014年2月27日）- 杉浦のみ、「ジモンという男」のジモン軍団の一人として出演。
- ねこの穴（テレビ東京）- レギュラー
- ヤンチャ黙示録（テレビ東京）- レギュラー
- キンコンヒルズ（テレビ東京）
- ゴッドタン（テレビ東京）
- 溜池Now（GyaO）「ギザ細かすぎて伝わらない アニメものまね選手権」に出演、準優勝。
- ゴールドラッシュ2008〜今年こそブレイクしたい芸人が開く 新しきイロモネアの夜明け!!（TBS、2008年1月3日）
- お笑いメリーゴーランド（TBS）第3回、オードリーチームとして出演
- 爆笑ホワイトカーペット（フジテレビ、2009年4月4日）キャッチコピーは「一周回って」
- 爆笑レッドカーペット（フジテレビ、2009年9月5日）キャッチコピーは「一周回って」
- 全種類。（TBS）- 2010年5月20日「女の子でも笑える下ネタ仕分け」
- 本能Z（CBCテレビ、2016年7月23日）
- HAPPY MONDAY BASEBALL 今週のプロ野球とことん予想（BSスカパー、2016年4月 - ）

### テレビドラマ
- セーラー服と機関銃（2006年10月 - 11月、TBS） - 1階住人 役 ※杉浦のみ
- ペテロの葬列 第10話（2014年9月8日、TBS） - 工藤将人 役 ※杉浦のみ
- 警視庁捜査一課9係 2時間スペシャル（2014年10月5日 、テレビ朝日）※杉浦のみ

### 映画
- ウルトラマンコスモス THE FIRST CONTACT（2001年、飯島敏宏監督）コメディアン役
- 手紙（2006年、生野慈朗監督）